# Cheumatopsyche helma
Cheumatopsyche helma là một loài Trichoptera trong họ Hydropsychidae. Chúng phân bố ở miền Tân bắc.